# Lentipes multiradiatus
Lentipes multiradiatus är en fiskart som beskrevs av Allen 2001. Lentipes multiradiatus ingår i släktet Lentipes och familjen smörbultsfiskar. Inga underarter finns listade i Catalogue of Life.